# Thetidia bytinskii
Thetidia bytinskii är en fjärilsart som beskrevs av Karl Schawerda 1934. Thetidia bytinskii ingår i släktet Thetidia och familjen mätare. Inga underarter finns listade i Catalogue of Life.